# Agrostis eriantha
Agrostis eriantha é uma espécie de gramínea do gênero Agrostis, pertencente à família Poaceae.